# 漫画原作
漫画原作（まんがげんさく）とは、漫画のストーリーや設定、プロットの考案のこと。作成過程において作画と分業が行われる場合の担当であり、漫画や劇画作品における脚本にあたる。
映像作品の脚本や演劇における「戯曲」とは大きく異なり、脚本形式の他に小説形式、ネーム形式など手法は多岐に及び、また役者・美術なども担う。

## 漫画原作者と漫画家
日本において、漫画家は基本的にストーリーから作画までの工程をほとんど一人で練り上げ作品を作る。しかし、週刊誌のように連載ペースが早い場合または2誌以上で数十ページ単位の連載を掛け持ちする場合は、一連の作業が物理的、時間的にも困難を伴ってくることが多い（そのため、作画や仕上げの補助としてアシスタントを起用する漫画家も多い）。
漫画原作があれば、漫画の要となるアイデア作りの部分を原作者が担当するため、漫画家の負担は軽くなる。また「ストーリー作りは得意だが作画技術が不得手であるものが漫画原作を担当し、作画技術を有するがストーリー作りが苦手な漫画家が、漫画原作に基づいて作品を執筆する」という形も多く見られ、実質的にお互いに影響しあう立場にある。

## 製作における手順

### 脚本
基本的な書式は、映像脚本に準ずる。四百字詰め原稿用紙一枚で、作画原稿一枚が目安とされる。
セリフは吹き出しに収まるよう、長くて三行でト書き、または相手のセリフに移り変わる。現在では四段組み作画は敬遠され、三段組みや大ゴマが多用されるため、この限りではない。
脚本の内容に忠実に作品化するか、作画担当側が脚本内容に変更ないし脚色を加えて作品化するかどうかは、作画担当者、原作者の間の方針にもよるため、一概には決まっていない。

### 小説
既存の小説を原作にする場合、通常は「原作：○○○○ 漫画：△△△△ 脚本：□□□□」という形式でクレジットされる。執筆時には以下のいずれかの方法をとる場合が多い。その場合、小説作品の全てを作画し、忠実に再現するのはほぼ不可能な場合が多いため、3分の1は削られることもある。
- そのまま漫画家が脚色して作画する。
- 編集者が脚色する。
- 新たに脚色家（脚本家）を立てる。

漫画原作が目的の小説原稿はセリフ、ト書きの他に地文や心象なども書き入れられる。基本的には小説なので文学性が高く、それだけで作品として成立している。

### ネーム
漫画の下書き（ネーム）と、同様の形式による原作。ストーリー・キャラクターの設定から、コマ割り・キャラクター配置・構図・セリフまでを、全て原作者が担当する。完成原稿により近い形にできるため、脚本・小説形式に比べてより具体性を持たせられる（この場合、作画担当者は完全に作画専任となる）。
上記2種の形式よりも、自由度が高いといえるが、その分、ストーリー・キャラクター作りはもちろん、コマ割り・構図など、漫画執筆における基本的なテクニックが要求される。自ら漫画執筆を経験したことのある原作者が、この手法を用いることが多い。